# Polska Formuła 3 Sezon 1964
1964 – pierwszy sezon Polskiej Formuły 3.

## Zwycięzcy
| Runda | Data            | Tor      | Pole position | Najszybsze okrążenie | Zwycięzca (kierowcy)  | Zwycięzca (zespoły)         |
| ----- | --------------- | -------- | ------------- | -------------------- | --------------------- | --------------------------- |
| 1     | 10 maja         | Lublin   | ?             | ?                    | Jerzy Jankowski       | Automobilklub Warszawski    |
| 2     | 13 września     | Tychy    | ?             | ?                    | Jerzy Jankowski       | Automobilklub Warszawski    |
| 3     | 4 października  | Kraków   | ?             | ?                    | Jerzy Jankowski       | Automobilklub Warszawski    |
| 4     | 25 października | Warszawa | ?             | ?                    | Władysław Szulczewski | Automobilklub Częstochowski |

## Klasyfikacja kierowców
| Legenda oznaczeń w tabelach wyników Wyświetl szablon na nowej stronie | Legenda oznaczeń w tabelach wyników Wyświetl szablon na nowej stronie                                                                     |
| Oznaczenie                                                            | Wyjaśnienie |
| --------------------------------------------------------------------- | --- |
| Złoty                                                                 | Zwycięzca lub mistrzostwo |
| Srebrny                                                               | 2. miejsce lub wicemistrzostwo |
| Brązowy                                                               | 3. miejsce lub II wicemistrzostwo |
| Zielony                                                               | Ukończył, punktował (w klasyfikacji generalnej, gdy zdobył co najmniej jeden punkt na przestrzeni sezonu, poza trzema powyższymi opcjami) |
| Niebieski                                                             | Ukończył, nie punktował (w klasyfikacji generalnej, gdy nie zdobył co najmniej jednego punktu na przestrzeni sezonu)                      |
| Czerwony                                                              | Nie zakwalifikował się (NZ) |
| Czerwony                                                              | Nie prekwalifikował się (NPK) |
| Różowy                                                                | Nie ukończył (NU) |
| Różowy                                                                | Niesklasyfikowany (NS) (w klasyfikacji generalnej, gdy nie został sklasyfikowany w żadnym wyścigu sezonu)                                 |
| Czarny                                                                | Zdyskwalifikowany (DK) |
| Czarny                                                                | Wykluczony (WYK/EX) |
| Biały                                                                 | Nie wystartował (NW) |
| Biały                                                                 | Kontuzjowany (K/INJ) |
| Biały                                                                 | Wyścig odwołany (OD/C) |
| Bez koloru                                                            | Został wycofany (WYC/WD) |
| Bez koloru                                                            | Nie przybył (NP/DNA) |
| Bez koloru                                                            | Nie brał udziału w treningach (NT/DNP) |
| Bez koloru                                                            | Nie został zgłoszony (–) |
| Pogrubienie                                                           | Start z pole position |
| Kursywa                                                               | Najszybsze okrążenie wyścigu |
| †                                                                     | Nie ukończył, ale jego rezultat został zaliczony ze względu na przejechanie więcej niż 90% dystansu wyścigu.                              |
| *                                                                     | Sezon w trakcie |
| 1/2/3                                                                 | Punktowana pozycja w sprincie kwalifikacyjnym                                                                                             |
| Lista systemów punktacji Formuły 1                                    | |

| 1                                             | Jerzy Jankowski       | Automobilklub Warszawski    | 1  | 1 | 1  | NU | 30 |
| 2                                             | Władysław Szulczewski | Automobilklub Częstochowski | 2  | 4 | 3  | 1  | 26 |
| 3                                             | Longin Bielak         | Automobilklub Warszawski    | NU | 2 | 6  | 2  | 21 |
| 4                                             | Władysław Paszkowski  | Automobilklub Warszawski    | 8  | 6 | 7  | 3  | 13 |
| 5                                             | Grzegorz Timoszek     | Automobilklub Warszawski    | 3  | 5 | -  | -  | 10 |
| 6                                             | Antoni Weiner         | Automobilklub Śląski        | 7  | 3 | -  | -  | 8  |
| 7                                             | Henryk Nowak          | Automobilklub Śląski        | -  | - | 4  | 7  | 8  |
| 8                                             | Józef Kiełbania       | Automobilklub Radomski      | 6  | - | -  | 4  | 8  |
| 9                                             | Krzysztof Komornicki  | Automobilklub Warszawski    | 4  | - | -  | 6  | 8  |
| 10                                            | Augustyn Tic          | Automobilklub Śląski        | 5  | - | -  | -  | 4  |
| 11                                            | Zbigniew Sucharda     | Automobilklub Warszawski    | -  | - | -  | 5  | 4  |
| 12                                            | Ksawery Frank         | Automobilklub Warszawski    | -  | - | -  | 8  | 1  |
| Kierowcy niedopuszczeni do zdobywania punktów |                       |                             |    |   |    |    |    |
| NS                                            | Siegfried Seifert     | MC Dresden                  | -  | - | 2  | -  | 0  |
| NS                                            | Hans Roediger         | MC Post Dresden             | -  | - | 5  | -  | 0  |
| NS                                            | Christian Pfeiffer    | MC Dresden                  | -  | - | 8  | -  | 0  |
| NS                                            | Ferenc Kiss           | Ferenc Kiss                 | -  | - | 9  | -  | 0  |
| NS                                            | Alois Gbelec          | ARC Brno                    | -  | - | 10 | -  | 0  |